# Zeche Löbbeckenbusch
Die Zeche Löbbeckenbusch in Dortmund-Emschertal ist ein ehemaliges Steinkohlenbergwerk. Das Bergwerk war auch unter den Namen Zeche Löbkenbusch, Zeche Am Löbbeckenbusch und Zeche Löbbeken Busch bekannt. Das Bergwerk ist gemäß den Unterlagen nicht identisch mit der Zeche Löbken Mühle.

## Bergwerksgeschichte
Im Jahr 1769 wurde das Bergwerk in Betrieb genommen. Das Stollenmundloch des Bergwerks befand sich nördlich der Emscher. Es war nur ein kleines Grubenfeld vorhanden. Der Stollen wurde in nördlicher Richtung aufgefahren. Bei dieser Auffahrung wurden drei untereinanderliegende Flöze aufgeschlossen, alle drei Flöze waren bauwürdig.
Später wurde ein Stollenschacht abgeteuft. Im Laufe der Zeit fand geringer Abbau statt, jedoch wurde der Betrieb bald wieder eingestellt. Der Zeitpunkt, wann der Betrieb wieder eingestellt wurde, ist unbekannt, ebenso unbekannt ist, ob und wann das Bergwerk wieder in Betrieb ging. Im Jahr 1787 wurde das Bergwerk urkundlich genannt. Etwa um das Jahr 1792 wurde der Betrieb eingestellt, das Bergwerk wurde wieder außer Betrieb genommen. Am 8. Januar des Jahres 1803 gehörte das Bergwerk zur Hövelischen Gewerkschaft, es war aber weiterhin außer Betrieb.
Im Jahr 1813 war das Bergwerk vermutlich wieder in Betrieb. Im Jahr 1827 wurde das Bergwerk in Fristen gelegt. Am 27. und 28. Mai des Jahres 1845 genehmigte die Bergbehörde ein Geviertfeld als Berechtsame. Im Jahr 1848 war das Baufeld für die Zeche zu klein geworden, aus diesem Grund wurde der Betrieb erneut eingestellt. Die Berechtsame wurde noch im selben Jahr der Zeche Friedrich Wilhelm zugeschlagen. Am 4. April des Jahres 1856 wurde ein kleines Geviertfeld verliehen. Laut einer Mitteilung des Oberbergamtes aus dem Jahr 1918 war die Zeche Löbbeckenbusch zu diesem Zeitpunkt noch eigenständig. Danach fehlen weitere Angaben über die Zeche Löbbeckenbusch.